# Willy den Ouden
Willy den Ouden (n. 1 ianuarie 1918, Rotterdam, Țările de Jos – d. 6 decembrie 1997, Rotterdam, Țările de Jos) a fost o înotătoare olandeză, medaliată olimpică. A participat la 2 ediții ale Jocurilor Olimpice (1932, 1936) în care a câștigat o medalie de aur și două medalii de argint.